# Max Schmidt (Ethnologe)
Max Schmidt (* 16. Dezember 1874 in Altona; † 26. Oktober 1950 in Asunción) war ein deutscher Ethnologe und Südamerikaforscher.

## Leben

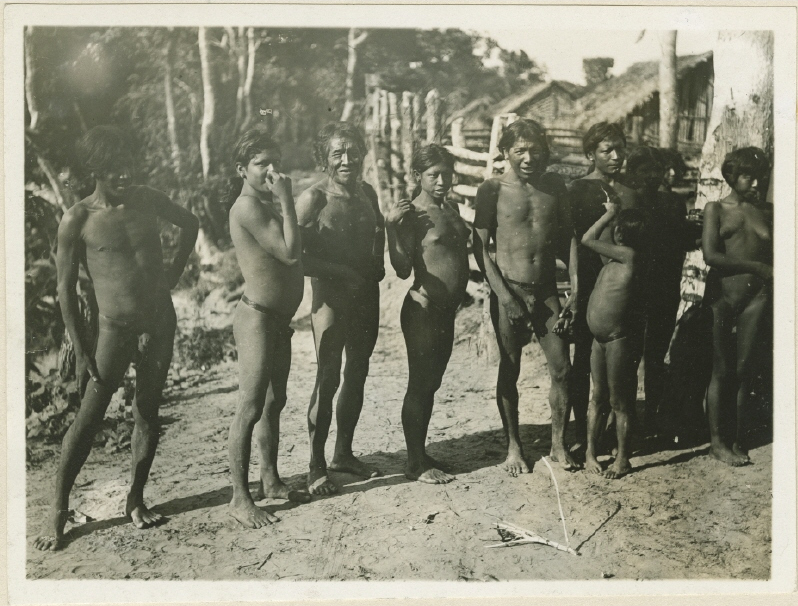
Fotografie von Max Schmidt (bei den Kayabi in Brasilien)

Max Schmidt war der Sohn des Rechtsanwalts und Altonaer Kommunalpolitikers Johann Georg Max Schmidt und studierte zunächst Jura in Tübingen, Berlin und Kiel. Er wurde 1899 in Erlangen zum Dr. jur. promoviert. Nach kurzen Tätigkeit am Amtsgericht Blankenese (Holstein) ging er nach Berlin, wo er bei Karl von den Steinen und Eduard Seler ethnologische Vorlesungen hörte. Von 1899 bis 1929 war er am Staatlichen Museums für Völkerkunde in Berlin tätig, zuerst als Volontär, später als Direktorialassistent und seit 1919 als Leiter der Südamerika-Abteilung. In den Jahren 1900/01 bereiste Schmidt den Rio Novo und das Xingu-Quellgebiet. Dabei hielt er sich in Zentralbrasilien längere Zeit unter den Guató- und Kuliseh-Indianern auf. Dort stellte er ausführliche Studien zu Sitten und Gebräuchen dieser Stämme an.
Mit einer Dissertation zur Verbreitung der Gesellschaften der Aruaksprachfamilie in Südamerika wurde er 1916 an der Universität Leipzig zum Dr. phil. promoviert. 1917 erhielt er die venia legendi an der Universität Berlin und wurde zum Professor ernannt. Er veröffentlichte 1924 das erste deutschsprachige Lehrbuch der Völkerkunde. Nach seiner Pensionierung 1929 wanderte Schmidt nach Südamerika aus. Zunächst lebte er im brasilianischen Cuyabá und zog dann nach Paraguay, wo er von 1934 bis 1946 das ethnologische Museum in Asunción, das heutige Museo Etnográfico Doctor Andrés Barbero leitete. Da er während des Zweiten Weltkriegs seine deutsche Pension nicht mehr ausgezahlt bekam, verarmte er. Schmidt starb an Lepra.

## Veröffentlichungen
- u. a.: Das Eingeborenenrecht [2:] Togo, Kamerun, Südwestafrika, die Südseekolonien. Strecker und Schröder, Stuttgart 1930.
- Kunst und Kultur von Peru. Berlin 1929.
- Völkerkunde. Ullstein, Berlin 1924.
- Die materielle Wirtschaft bei den Naturvölkern. Quelle & Meyer, Leipzig 1923.
- Grundriß der ethnologischen Volkswirtschaftslehre. Enke, Stuttgart 1920–1921.
  - Bd. 1: Die soziale Organisation der menschlichen Wirtschaft. 1920.
  - Bd. 2: Der soziale Wirtschaftsprozeß der Menschheit. 1921.
- Die Aruaken. Ein Beitrag zum Problem der Kulturverbreitung. Reinhold, Leipzig 1916. Auch: Veit, Berlin 1917. (Dissertation).
- Indianerstudien in Zentralbrasilien. Erlebnisse und ethnologische Ergebnisse einer Reise in den Jahren 1900 bis 1901. Reimer, Berlin 1905 (Digitalisat).